# فهرست‌نویسی توصیفی
فهرست‌نویسی توصیفی مرحله‌ای فرایند فهرست‌نویسی که به تشخیص و توصیف کتاب می‌پردازد ولی به موضوع و شناسه‌های موضوعی آن نمی‌پردازد. معمولاً فهرست توصیفی شامل سرشناسه، نام کتاب، ویرایش، محل نشر، ناشر، تاریخ نشر، تعداد صفحات و سایر یادداشت‌های است که باعث شناسایی کتاب می‌شود. در یک برگه به قسمت قبل از پی نما فهرست توصیفی می‌گویند.